# Never a Dull Moment
| 전문가 평가                   | 전문가 평가 |
| 평가 점수                     | 평가 점수   |
| 출처                          | 점수        |
| ----------------------------- | ----------- |
| AllMusic                      | [ 1 ]       |
| Christgau's Record Guide      | A–          |
| The Rolling Stone Album Guide | [ 3 ]       |

《Never a Dull Moment》는 1972년 7월 21일에 발매된 영국의 록 음악가 로드 스튜어트의 네 번째 스튜디오 음반이다. 그 해 영국 1위 음반 (2주 동안)이 되었고, 빌보드 200 차트에서 2위에 올랐다. 스튜어트와 고전 기타리스트 마틴 퀴튼이 공동 작사, 작곡한 트랙 〈You Wear It Well〉은 샘 쿡이 원래 녹음(작사, 작곡)한 곡인 〈Twisting the Night Away〉뿐만 아니라 대히트(미국 13위)였다.
당시 스튜어트의 많은 음반들처럼 《Never a Dull Moment》는 밴드 페이시스의 멤버들로부터 상당한 음악적 기여를 받았다. 다른 게스트 뮤지션으로는 밴드 린디스판의 레이 잭슨, 업라이트 베이스의 스파이크 히틀리, 스틸 기타의 고든 헌틀리, 바이올린의 딕 파월, 피아노와 베이스의 피트 시어스가 있었다.

## 배경
〈Mama, You Been on My Mind〉는 밥 딜런 노래의 커버 버전이다. 스튜어트의 버전은 닉 혼비의 책 《31 송스》에 수록된 곡들 중 하나이다.
이 음반의 8트랙 테이프와 카세트 발매에서 〈What Made Milwaukee Famous (Has Made a Loser Out of Me)〉는 〈Twistin' the Night Away〉에 이어 프로그램 2에 나왔지만, 수록곡 목록에는 언급되지 않았다.
〈Angel〉은 지미 헨드릭스가 그의 어머니를 기리기 위해 쓴 것이다. 헨드릭스와 로니 우드는 1960년대 후반에 아파트를 공유했고, 그가 죽은 날 밤에 소호 클럽에 있었다.

## 곡 목록
| #  | 제목                          | 작사·작곡                | 재생 시간 |
| -- | ----------------------------- | ------------------------ | --------- |
| 1. | 〈True Blue〉                 | 로드 스튜어트, 로니 우드 | 3:32      |
| 2. | 〈Lost Paraguayos〉           | 스튜어트, 우드           | 3:57      |
| 3. | 〈Mama, You Been on My Mind〉 | 밥 딜런                  | 4:29      |
| 4. | 〈Italian Girls〉             | 스튜어트, 우드           | 4:54      |

| #  | 제목                        | 작사·작곡                | 재생 시간 |
| -- | --------------------------- | ------------------------ | --------- |
| 1. | 〈Angel〉                   | 지미 헨드릭스            | 4:04      |
| 2. | 〈Interludings〉            | 아트 우드                | 0:40      |
| 3. | 〈You Wear It Well〉        | 스튜어트, 마틴 퀴튼      | 4:22      |
| 4. | 〈I'd Rather Go Blind〉     | 빌리 포스터, 엘링턴 조던 | 3:53      |
| 5. | 〈Twistin' the Night Away〉 | 샘 쿡                    | 3:13      |

## 인증
| 국가                       | 인증    | 판매량/출하량 |
| -------------------------- | ------- | ------------- |
| 뉴질랜드 (RMNZ)            | 2× 골드 | 15,000^       |
| 영국                       | —       | 1,000,000     |
| 미국 (RIAA)                | 골드    | 500,000^      |
| ^출하량을 기반으로 한 인증 |         |               |